# Hieracium velenovskyanum
Hieracium velenovskyanum — вид квіткових рослин з родини айстрових (Asteraceae). Вид зростає в Європі: Польща, Чехія; це багаторічна рослина помірних біомів.